# Crinia subinsignifera
Espèce
Statut de conservation UICN

 LC  : Préoccupation mineure
Crinia subinsignifera est une espèce d'amphibiens de la famille des Myobatrachidae.

## Répartition
Cette espèce est endémique du Sud-Ouest de l'Australie-Occidentale. Elle se rencontre jusqu'à 300 m d'altitude,.

## Publication originale
- Littlejohn, 1957 : A new species of frog of the genus Crinia. Western Australian Naturalist, vol. 6, p. 18-23.